# Tenugui

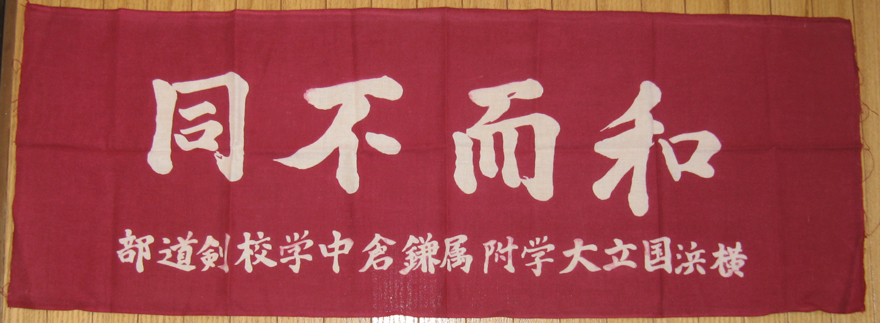
Typický tenugui ve stylu Kendo

Tenugui (手拭い), doslova „utěrka na ruce“, je tenký japonský ručník vyrobený z bavlny. Obvykle mají tenugui rozměry asi 35 × 90 cm, jsou plátěné a téměř vždy barvené se vzorem. Běžně jsou dlouhé strany zakončeny lemem a krátké strany jen ustřižené, takže se brzy začínají třepit.